# Чиликин, Михаил Григорьевич
Михаил Григорьевич Чиликин (1909—1977) — доктор технических наук, профессор, заслуженный деятель науки и техники РСФСР, крупный специалист в области электропривода, организатор высшей школы, ректор Московского энергетического института с 1952 по 1976 годы.

## Биография
Родился 21 ноября 1909 года в Санкт-Петербурге.
В 1927 году окончил фабрично-заводское училище при заводе «Пролетарий» в городе Новороссийске и до 1929 года работал там электромонтером; в 1924 году стал комсомольцем, а в 1928 году — членом ВКП(б).
В 1929 году поступил на электроэнергетический факультет МЭИ и в 1935 году окончил его. По окончании института учился в аспирантуре, вел преподавательскую деятельность. По окончании аспирантуры в 1938 году работал преподавателем на кафедре Электрообороудования промышленных предприятий и начальником учебного отдела института.
При руководстве МЭИ В. А. Голубцовой М. Г. Чиликин стал заместителем директора по учебной работе. С 1952 года он — директор МЭИ, заведующий кафедрой Автоматизированного электропривода (1952—1976).
Чиликин Михаил Григорьевич — автор около 150 научных монографий и статей и 100 работ по методическим вопросам жизни высшей школы.
Умер в Москве 21 января 1977 года.

## Заслуги
- М. Г. Чиликин награждён орденом Ленина, тремя орденами Трудового Красного Знамени, двумя орденами «Знак Почета», шестью медалями.
- В 1960 году Чиликину было присвоено звание «Заслуженный деятель науки и техники РСФСР».
- В 1967 году за цикл работ по дискретному электроприводу с шаговыми двигателями ему было присвоено звание лауреата Государственной премии СССР.
- Учёному присвоены почётные звания доктора наук Высшей технической школы г. Ильменау (Германия) и Будапештского технического университета.

## Публикации
- Около 300 статей и книг
- Учебник «Общий курс электропривода»
- Монографии «Силовой электрогидропривод», «Асинхронный дроссельный электропривод»,
- Дискретный электропривод с шаговыми двигателями /Б. А. Ивоботенко, В. П. Рубцов, Л. А. Садовский, В. К. Цаценкин, М. Г. Чиликин; под ред. М. Г. Чиликина. — М. : Энергия, 1971. — 624 с. : ил.
- «Электротехнический справочник»
- Учебное пособие «Основы автоматизированного электропривода»
- Научно-методические работы по проблемам развития высшей школы.